# Brata v vojni
Brata v vojni (izvirni korejski naslov Taegukgi hwinalrimyeo) je južnokorejski zgodovinsko-vojni film iz leta 2004, ki ga je režisiral Kang Je-gyu.
Brata v vojni je najdražji filmski projekt v zgodovini Južne Koreje, ki pa je postal tudi največja filmska uspešnica te države. Sam film si je tako ogledalo samo v Južni Koreji več kot 10 milijonov ljudi, kar predstavlja več kot 20 % celotnega prebivalstva Južne Koreje. Leta 2006 izdani film Kralj in klovn je prevzel naslov najbolj uspešnega filma, saj si ga je ogledalo več kot 12 milijonov Južnih Korejcev.
Na 50. Azijsko-pacifiškem filmskem festivalu je film osvojil nagrado za Najboljši film, režiser Kang Je-gyu pa je prejel nagrado Najboljši filmski režiser.
Sama zgodba opisuje dva brata, ki se zaradi spleta dogodkov znajdeta na nasprotnih straneh korejske vojne.